# 데니스 코르닐로프
데니스 알렉산드로비치 코르닐로프(러시아어: Дени́с Алекса́ндрович Корни́лов, 1986년 8월 17일~)는 러시아의 스키점프 선수이다. 2006년, 2010년, 2014년, 2018년 동계 올림픽에 러시아 국가대표로 참가하였으며, 2007년 동계 유니버시아드에서 금메달 1개, 동메달 1개를 획득하였다.